# Долна Кремена
До̀лна Кремѐна е село в Северозападна България. То се намира в община Мездра, област Враца.

## География
В землището на селото има три язовира. Най-големият, който се намира точно под самото село, се използва за развъждане на риба и се отдава под аренда. През есента водата в язовира се източва, за да се улови рибата.
Вторият по големина язовир се намира в местността Батон дол.
Третият, почти затлачен, е разположен в местността Заминец.

## История
Селото се намира в район обитаван от древни времена. Свидетелство за това са няколко броя тракийски могили в землището, които не са проучени. Под селото се намират разкопки на римска вила рустика от V-VI век, принадлежала на едър римски земевладелец.
Според В. Миков, селото е основано от преселници от Разложкото село Кремен по време на насилственото помохамеданчване около 1657 г.
. Според К. Динчев, това става още в 1580г.  Вероятно, е обаче това да е станало малко след падането на България под Османско владичество, понеже в турски документи от 1430 г. е споменато село Кремена-и зир. В регистър на тимари от началото на ХVI век е отбелязано, че през 1519 г. Долна Кремена има 28 семейства немюсюлмани, 11 бащини и две вдовици. Владее се от Кочи, син на Ахмед бей.
През времето на националноосвободителните борби Долна Кремена е едно от селищата в региона, чиито жители се включват най-активно. През 1872 г. Васил Левски посещава селото и в църквата учредява местния революционен комитет. Когато през май 1876 г. Христо Ботев слиза на Козлодуйския бряг, долнокременските мъже създали своя чета и излизат над селото по посока на гр. Враца, в очакване на четата на Ботев, така както е бил предварителния план. Другите села не подпомагат четата, което води и до нейния фатален край. Разбирайки, че в гр. Враца е пълно с башибозук, въоръжената чета се връща в селото и скрива оръжията. Но за нейните действия е научил турския военачалник от Враца и издава заповед с. Долна Кремена да бъде запалено за назидание. Изпратена е войска, която да изпълни заповедта. За щастие в този момент завалява проливен дъжд и това спасява селото от опожаряване. Убит е само оръжейника на четата – Муцо Метов.
В четата на Христо Ботев е участвал и един долнокременчанин – Никола Минков. Той доживява Освобождението.
През Балканската и Междусъюзническата война от селото са мобилизирани много мъже и около 30 от тях не се завръщат. Те оставят костите си по бойните полета на днешна Гърция и Сърбия. През 1923 г. има още две жертви. През периода 1941-1944 г. от селото са убити няколко ятаци и партизани. През Втората световна война от Долна Кремена загиват още двама войници. Така борческото село дава общо 51 жертви, отдали живота си за своята Родина.
По време на терора, последвал Деветосептемврийския преврат от 1944 година, в близост до селото комунистите извършват масово избиване на свои противници от цяло Врачанско.

## Население
Преброяване на населението през 2011 г.
Численост и дял на етническите групи според преброяването на населението през 2011 г.:
|                     | Численост | Дял (в %) |
| Общо                | 562       | 100,00    |
| Българи             | 458       | 81,49     |
| Турци               | 9         | 1,60      |
| Цигани              | 67        | 11,92     |
| Други               | 5         | 0,88      |
| Не се самоопределят | 6         | 1,06      |
| Неотговорили        | 17        | 3,02      |

## Религии
В центъра на селото има средновековна, полуразрушена църква „Свети Николай“ от XIII – XIV век и нова църква „Св. св. Кирил и Методий“, строена в 30-те години на XX век. Иконостасът на новия храм е дело на дебърски майстори от рода Филипови, начело с Филип Иванов и за него в 1937 година са платени 19 000 лева.

## Култура и образование
В селото има читалище, създадено в края на 19 век – „Просвета – 1897“. То е с богата история, развива основни дейности – библиотечна, информационна, художествена самодейност. Читалището е единствения културен институт в населеното място.

## Редовни събития
Местният празник (ден на Кремена) се отбелязва на 22 септември с курбан за всички и предварително подготвена програма. Традицията започва през 2001 г. с първия проект на НЧ „Просвета – 1897“ за провеждане на фолклорен празник. От тогава всяка година празникът събира много изпълнители и гости на селото. За събитието в селото идват самодейни състави от района.

## Други
В селото се намира лицензирана от РВМС Враца ферма за отглеждане на щрауси, както и ферма за отглеждане на охлюви, създадена в началото на 90-те.
Тук е роден Цоло Кръстев, участник в Съпротивителното движение, командир на партизански отряд „Гаврил Генов“.
В Долна Кремена е родена Василка Кочева- педагог и общественик, дългогодишен директор на 5 основно училище „Иван Вазов“ – София.